# Хецзін
Хецзін (кит. 和静镇, пін. Héjìng Zhèn) — містечко у КНР, адміністративний центр однойменного повіту Баянгол-Монгольської автономної префектури.

## Географія
Хецзін розташовується у східній частині Тянь-Шаню.

### Клімат
Містечко знаходиться у зоні, котра характеризується кліматом тропічних пустель. Найтепліший місяць — липень із середньою температурою 22.2 °C (72 °F). Найхолодніший місяць — січень, із середньою температурою -11.1 °С (12 °F).
| Клімат Хецзіна          | Клімат Хецзіна | Клімат Хецзіна | Клімат Хецзіна | Клімат Хецзіна | Клімат Хецзіна | Клімат Хецзіна | Клімат Хецзіна | Клімат Хецзіна | Клімат Хецзіна | Клімат Хецзіна | Клімат Хецзіна | Клімат Хецзіна | Клімат Хецзіна |
| Показник                | Січ.           | Лют.           | Бер.           | Квіт.          | Трав.          | Черв.          | Лип.           | Серп.          | Вер.           | Жовт.          | Лист.          | Груд.          | Рік            |
| Абсолютний максимум, °C | 7              | 13             | 23             | 31             | 32             | 36             | 36             | 36             | 32             | 27             | 16             | 5              | 36             |
| Середній максимум, °C   | −3             | 4              | 13             | 20             | 23             | 28             | 29             | 28             | 25             | 17             | 7              | 0              | 16             |
| Середня температура, °C | −10            | −4             | 4              | 11             | 15             | 20             | 22             | 20             | 16             | 8              | 0              | −7             | 8              |
| Середній мінімум, °C    | −18            | −12            | −5             | 3              | 8              | 13             | 15             | 13             | 8              | 0              | −8             | −15            | 0              |
| Абсолютний мінімум, °C  | −27            | −22            | −15            | −8             | −2             | 3              | 10             | 2              | −1             | −7             | −16            | −26            | −27            |
| Норма опадів, мм        | 10             | 0              | 0              | 10             | 0              | 10             | 0              | 0              | 0              | 0              | 0              | 0              | 60             |
| Днів з дощем            | 3              | 1              | 0              | 2              | 0              | 2              | 1              | 2              | 0              | 0              | 0              | 1              | 17             |
| Вологість повітря, %    | 72             | 60             | 45             | 37             | 39             | 45             | 53             | 56             | 54             | 53             | 62             | 76             | 54             |
| ----------------------- | -------------- | -------------- | -------------- | -------------- | -------------- | -------------- | -------------- | -------------- | -------------- | -------------- | -------------- | -------------- | -------------- |
| Джерело: Weatherbase    |                |                |                |                |                |                |                |                |                |                |                |                |                |